# 陈章立
陈章立（1941年7月—），福建南安人。中华人民共和国地球物理专家，原中国地震局局长，第九、十届全国政协委员。

## 生平
1966年7月，陈章立毕业于北京大学地球物理系固体地球物理专业，并留校任教。其间，曾两度被借调到中国科学院地球物理研究所，先后参加1966年邢台地震、1967年河间地震工作。1970年9月，调往中央地震工作小组办公室（国家地震局的前身）工作。1974年2月至1975年9月，任国家地震局新疆地震预报实验场领导小组成员、技术负责人。此后，任国家地震局分析预报室测震组组长，分析预报中心综合预报研究室副主任、主任。1984年后，历任国家地震局科技监测司处长、副司长、司长，国家地震局副局长兼党组纪检组长、直属机关党委书记。1995年，任国家地震局局长。1998年4月，任更名后的中国地震局局长。2002年1月任满被免职。
陈章立是中共十五大代表。2002年，增补为第九届全国政协委员。2003年，继续担任第十届全国政协委员。他还兼任亚洲商业委员会亚洲总会顾问团顾问，并经常出席北京南安商会的活动。
陈章立曾经先后获得国家地震局科技进步奖一等奖2次，二等奖2次，三等奖4次。先后参加了20余次地震现场考察及现场震情分析预报。

## 家庭
- 妻子：王月华，任职于中国科学院地球物理研究所。夫妻二人育有一个女儿。[1]